# Żejtun
Żejtun sau Città Beland este un oraș din Malta, din regiunea Sud-Estică (Reġjun Xlokk), cu o populație de 11.218 locuitori la sfârșitul anului 2016. Anterior, orașul s-a numit Casale Santa Caterina, un titlu oferit de maestrul Ordinului Cavalerilor din Malta, Ferdinand von Hompesch zu Bolheim în 1797. Înainte de aceasta, localitatea era cunoscută sub numele de Casale Santa Caterina, denumită astfel după patronul și titularul parohiei sale.
Żejtun este un centru important al insulei, cu o contribuție semnificativă la istoria, arta și comerțul Maltei. Żejtun conține o serie de situri de patrimoniu importante, cum ar fi Biserica parohială Sfânta Ecaterina, Biserica veche a Sfintei Ecaterine - cunoscută sub numele de Sf. Grigorie, numeroase capele votive și rămășițele unei vile romane. Parohia din Żejtun este una dintre cele mai vechi din Malta, care exista deja în 1436. Biserica parohială originală a fost construită în secolul al XII-lea și a fost reconstruită în 1492. Actualul primar este Doris Abela. Protopopul este părintele Nicholas Pace.

## Istoric
În Evul Mediu, zona în care se află acum orașul Żejtun - în sudul insulei Malta - se numea „le terre di Santa Caterina”. Atunci limba italiană era limba oficială de pe insulă. În 1614, orașul a fost atacat de pirații turci și a reușit să respingă atacatorii fără niciun ajutor extern. Atacurile piraților erau frecvente în acea perioadă. În timpul blocadei navale franceze din 1799-1801, orașul nu a avut un rol semnificativ, doar cazarmele trupelor malteze au fost localizate aici.
În timpul Primului Război Mondial, au existat numeroase spitale în care au fost tratați soldații francezi și britanici răniți. Datorită acestor spitale, porecla insulei Malta a devenit „asistenta mediteraneană”. Odată cu independența, orașul a crescut semnificativ.
În ultimii 50 de ani, orașul este cunoscut pentru confruntările politice aprige, care în 1987 au dus la o adevărată luptă de stradă între susținătorii Partidului Naționalist și cei ai Partidul Muncii.

## Vezi și
- Lista orașelor din Malta